# Zhou Zhangting
Zhou Zhangting (11 de febrero de 1990) es una luchadora china de lucha libre. Compitió en tres campeonatos mundiales. Logró la 5.ª posición en 2013. Consiguió una medalla de bronce en Campeonato Asiático de 2016. Dos veces representó a su país en la Copa del Mundo, en 2014 clasificándose en la tercera posición.